# Volzer See
Der Volzer See ist ein Stillgewässer im Gebiet der baden-württembergischen Gemeinde Illmensee im Landkreis Sigmaringen in Deutschland.

## Geographie

### Allgemeines
Der rund fünf Hektar große Volzer See ist einer von drei durch Verlandungsflächen getrennten Eiszeitseen auf dem Gemeindegebiet von Illmensee, zusammen mit dem Illmensee und dem Ruschweiler See bildet er eine Seenplatte. Er liegt rund einen Kilometer nordwestlich der Illmenseer Ortsmitte auf einer Höhe von 691,1 m ü. NHN und wird heute zu Zwecken der Fischerei genutzt. Seinen Namen hat er vom benachbarten Weiler Volzen.

### Entstehung
Der Volzer See ist ein Restsee eines größeren zusammenhängenden Zungenbeckensees zwischen den Endmoränen des Haupt- und des ersten Rückzugsstadiums der letzten Eiszeit, der so genannten Würmeiszeit, vor rund 18.000 Jahren.

## Hydrologie
Das Einzugsgebiet des Volzer Sees erstreckt sich auf 91 Hektar. Die Größe des Wasseroberfläche beträgt 4,7 Hektar, bei einer durchschnittlichen Tiefe von 1,2 Meter und einer maximalen Tiefe von 1,6 Meter ergibt sich ein Volumen von rund 58.000 Kubikmeter.
Der Hauptzulauf des Sees erfolgt aus Gräben im Südwesten und Südosten sowie hin und wieder aus dem Andelsbach vom Ruschweiler See und Illmensee, der Abfluss über Andelsbach und Ablach zur Donau und damit ins Schwarze Meer.

## Ökologie
Seit 1989 ist die Gemeinde Illmensee mit den drei Seen am Aktionsprogramm zur Sanierung oberschwäbischer Seen beteiligt. Ein wichtiges Ziel dieses Programms ist, Nährstoffeinträge in Bäche, Seen und Weiher zu verringern und die Gewässer dadurch in ihrem Zustand zu verbessern und zu erhalten.
Das Einzugsgebiet des Volzer Sees wird zu 30 Prozent für die Wald- und 63 Prozent für die Landwirtschaft – davon 33 % Grünland und 67 % Ackerland – genutzt.
| Jahr                                     | 1985 | 1987 | 1988 | 1994 | 2001 | 2009 |
| Gesamt PO4-Phosphor (µg/l)               | 81   | -    | 84   | 97   | 201  | 157  |
| Chlorophyll a (µg/l)                     | 22   | 32   | 47   | -    | 66   | 84   |
| Chlorophyll a-Spitze (µg/l)              | 27   | 24   | 75   | -    | 112  | 170  |
| anorganischer Gesamt-Stickstoff a (mg/l) | 1,00 | 1,15 | 0,89 | 0,36 | 0,67 | 0,29 |
| Sichttiefe (m)                           | -    | 0,9  | 1,1  | -    | 0,8  | 0,7  |

### Schutzgebiete
Zusammen mit dem Ruschweiler See bildet der Volzer See seit 1987 das rund 70 Hektar große Naturschutzgebiet „Ruschweiler und Volzer See“ und, erweitert um den Illmensee, das 263,1 Hektar große Landschaftsschutzgebiet „Illmensee, Ruschweiler See und Volzer See“. Seit 2005 gehören die drei Seen zum FFH-Gebiet „Pfrunger Ried und Seen bei Illmensee“.